# Unstrut
La Unstrut è un fiume tedesco lungo 192 km che attraversa i Länder della Turingia e della Sassonia-Anhalt e sfocia nella Saale a Naumburg.
Il suo bacino idrografico è quasi integralmente il bacino della Turingia (Thüringer Becken) più le parti occidentale e settentrionale del Randplatten, una piccola parte della Selva di Turingia e dello Harz meridionale.

## Nome
Il nome Unstrut deriva dal germanico strödu, che significa "boscaglia di palude". Nel 575 era chiamato Onestrudis. Con questo nome è ricordato da Gregorio di Tours quando racconta della battaglia del fiume Unstrut nel 531. 
Nel VII secolo il fiume è citato come Unestrude e poi nel 994 Vnstruod.

## Geografia

### Corso
La Unstrut nasce ad ovest di Kefferhausen, presso Dingelstädt, nella parte meridionale dello Eichsfeld, nel nord della Turingia. Dopo aver passato Sachsenburg (frazione di Oldisleben) il percorso prosegue in numerose anse attraversando il circondario di Burgenlandkreis nella Sassonia-Anhalt. Passa quindi da Memleben (frazione di Kaiserpfalz) alla città di Laucha, per poi raggiungere Freyburg e quindi Großjena (frazione di Naumburg), ove sfocia nella Saale.

### Affluenti

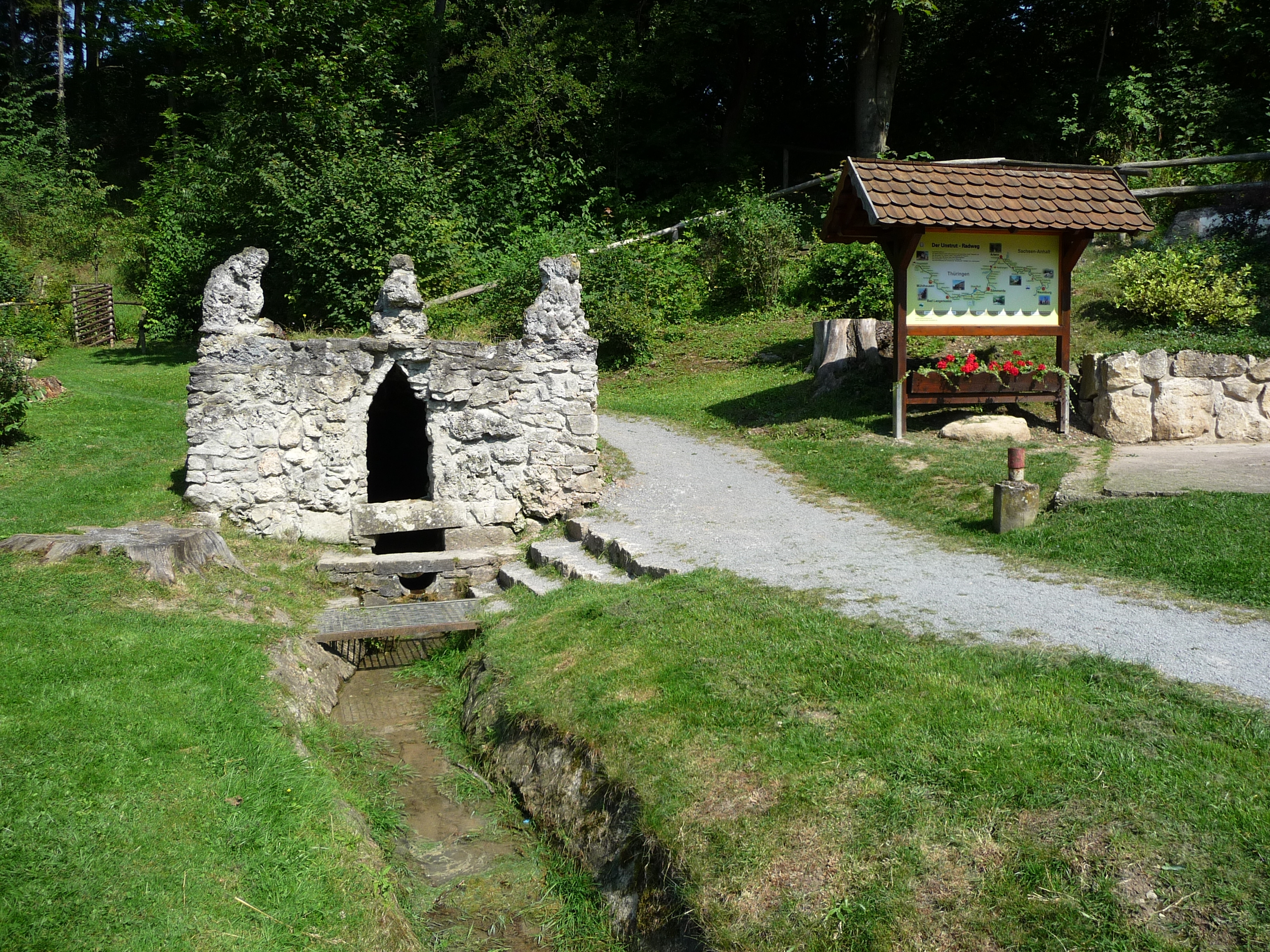
Sorgenti dell'Unstrut

Gli affluenti più importanti della Unstrut sono:
- alla sinistra orografica:
  - Wipper
  - Helbe
  - Helme
- alla destra orografica:
  - Gera
  - Gramme
  - Lossa

oltre a numerosi altri corsi d'acqua di minore importanza.

### Ambiente naturale, clima, flora e fauna
Gran parte del corso della Unstrut si sviluppa sottovento rispetto ai monti dello Harz. In conseguenza si passa da un ammontare di precipitazioni annue da piuttosto limitato a moderato, dato che la maggior quantità di precipitazioni si verifica a nord ovest delle montagne, ed un clima continentale con fino a 1600 ore di sole all'anno.
Nel basso corso del fiume la valle costituisce un'isola calda che riceve anche in inverno i raggi diretti del sole in direzione delle montagne, che la schermano dai venti freddi del nord.
Le umide rive del fiume sono contornate da prati, pioppeti e boschetti di frassini.
Crescono in zone riparate della valle numerose piante appartenenti alla famiglia delle Orchidacee: orchidee pallide, orchidee purpuree, vesparie, ofridi bruno-verdi, moscarie, scarpette di Venere e listere maggiori.
La zona bagnata dalla Unstrut ha una lunga, secolare tradizione agricola e arboricola, incentrata sulla coltivazione di vigneti e di frutteti.
Inoltre sono di casa uccelli acquatici quali il merlo acquaiolo e il martin pescatore e dal 1990 è in continua crescita la popolazione dei cormorani.

## Storia
Intorno al 1600 a.C., sulle rive del fiume Unstrut, nei pressi dell'attuale città di Nebra, gli artigiani della cultura Unetice crearono un disco celeste. È diventato di dominio pubblico nel 2002, quando le persone che lo avevano trovato nel 1999 volevano venderlo e sono state arrestate.
Nel 531 ebbe luogo sul fiume, nella cosiddetta battaglia del fiume Unstrut, secondo il Decem Libri di Gregorio di Tours, la battaglia decisiva tra Franchi e Turingi che terminò con l'annientamento del loro regno e l'incorporazione del territorio corrispondente nel Regno franco. 
Il 15 marzo 933 lungo il fiume Unstrut ebbe luogo la battaglia di Riade, narrata dal cronista benedettino Vitichindo di Corvey, che vide la sconfitta dei Magiari ad opera dei Tedeschi di Enrico I di Sassonia.
Il 9 giugno 1075 l'imperatore Enrico IV sconfisse sulle rive del fiume ad Homburg an der Unstrut, circa 1 km a nord dell'attuale comune turingio di Bad Langensalza, l'esercito dei ribelli sassoni, cui seguì nell'ottobre successivo la sottomissione dei capi sassoni a Sondershausen.
Dal 19 al 21 ottobre 1813 l'armata francese di Napoleone Bonaparte, in ritirata dopo essere stata sconfitta a Lipsia, attraversò il fiume presso Freyburg: i circa 100.000 uomini rimanenti dell'armata si riversarono sui ponti provvisori eretti dai pionieri francesi, sotto il controllo diretto di Napoleone e la ritirata, protetta dal fuoco dell'artiglieria francese piazzata sulle alture dello Schweigenberg, che rallentò fortemente l'avanzata delle truppe della sesta coalizione, e l'attraversamento del fiume avvenne con successo; l'esercito russo-prussiano poté accedere al fiume solo il giorno 22.

### Navigazione fluviale
La navigazione mercantile sulle acque della Unstrut ebbe inizio nel 1613, ma era irta di difficoltà causate dal basso fondale e dalla melmosità delle rive, che rendeva difficoltoso l'alaggio delle imbarcazioni da riva. Le frequenti esondazioni del fiume aggiungevano altri motivi di difficoltà. Nel 1778 il costruttore di macchine Johann Friedrich Mende, si dedicò alle ricerche sulla navigabilità e nel 1790 presentò un piano di incanalamento del fiume. L'anno successivo assunse la conduzione di un'opera di incanalamento per 71 km che doveva garantire una profondità minima del corso d'acqua di 0,8 m. Per l'opera furono stanziati 3.000 talleri. Negli anni successivi vennero costruite 12 chiuse sul percorso del fiume e vennero intraprese opere per favorire la navigabilità anche nel tratto della Saale fra Namburg e Weißenfels. L'8 aprile 1795 fu autorizzata la navigazione ed il 3 luglio la prima imbarcazione da carico approdò ad Artern/Unstrut. Nel 1857 venne fondata una società che aveva il compito di migliorare la sicurezza contro le inondazioni del fiume e la regolarità del corso d'acqua nei periodi di magra. Nel 1889 la navigazione sul fiume iniziò a subire la concorrenza della nuova ferrovia tra Naumburg e Artern/Unstrut e nel secolo successivo essa declinò inesorabilmente ed oggi il fiume non è più utilizzato come via d'acqua per il trasporto delle merci, ma solo per il traffico turistico.
Dopo le massicce esondazioni del fiume negli anni 1956 e 1967, furono intraprese opere di protezione, venne allestito un bacino di esondazione, e furono demoliti cinque sbarramenti e chiuse.
Oggi sono ancora in funzione le chiuse di Artern, Ritteburg, Wendelstein, Tröbsdorf, Laucha, Zeddenbach e Freyburg. Sul corso d'acqua si sono sviluppate numerose attività per gli sport acquatici.

## Immagini del fiume

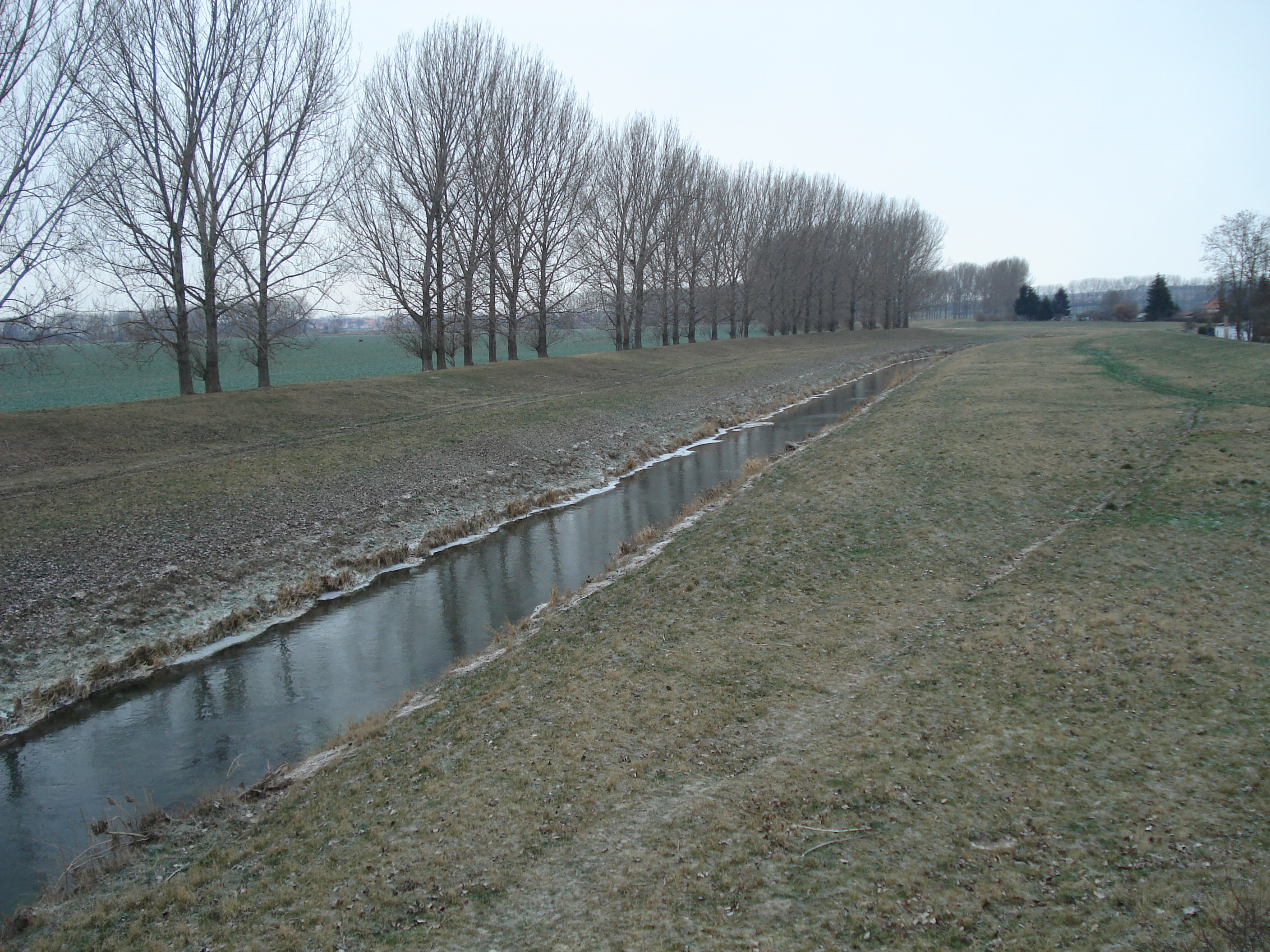
La Unstrut a Bad Langensalza
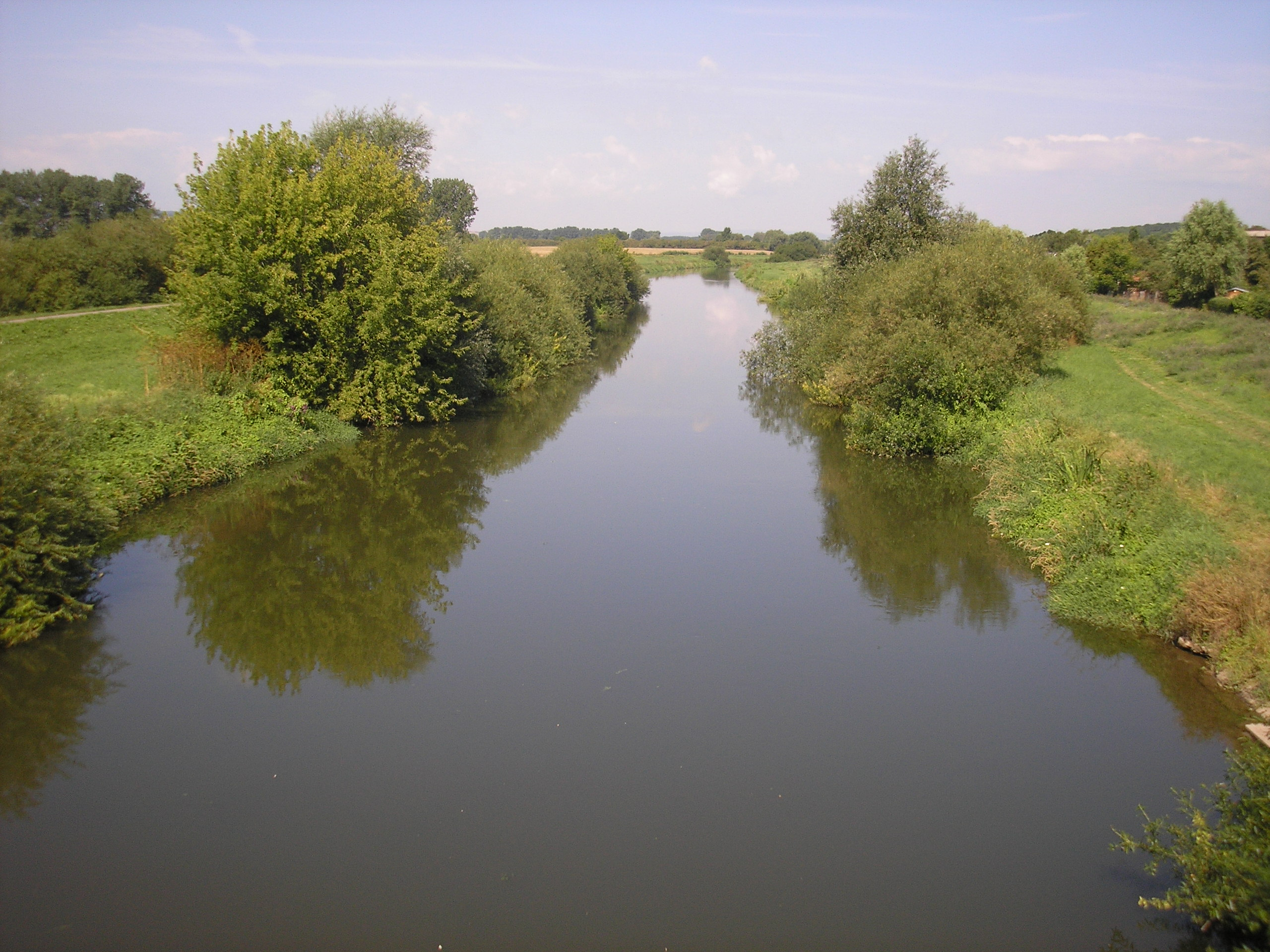
La Unstrut a Roßleben
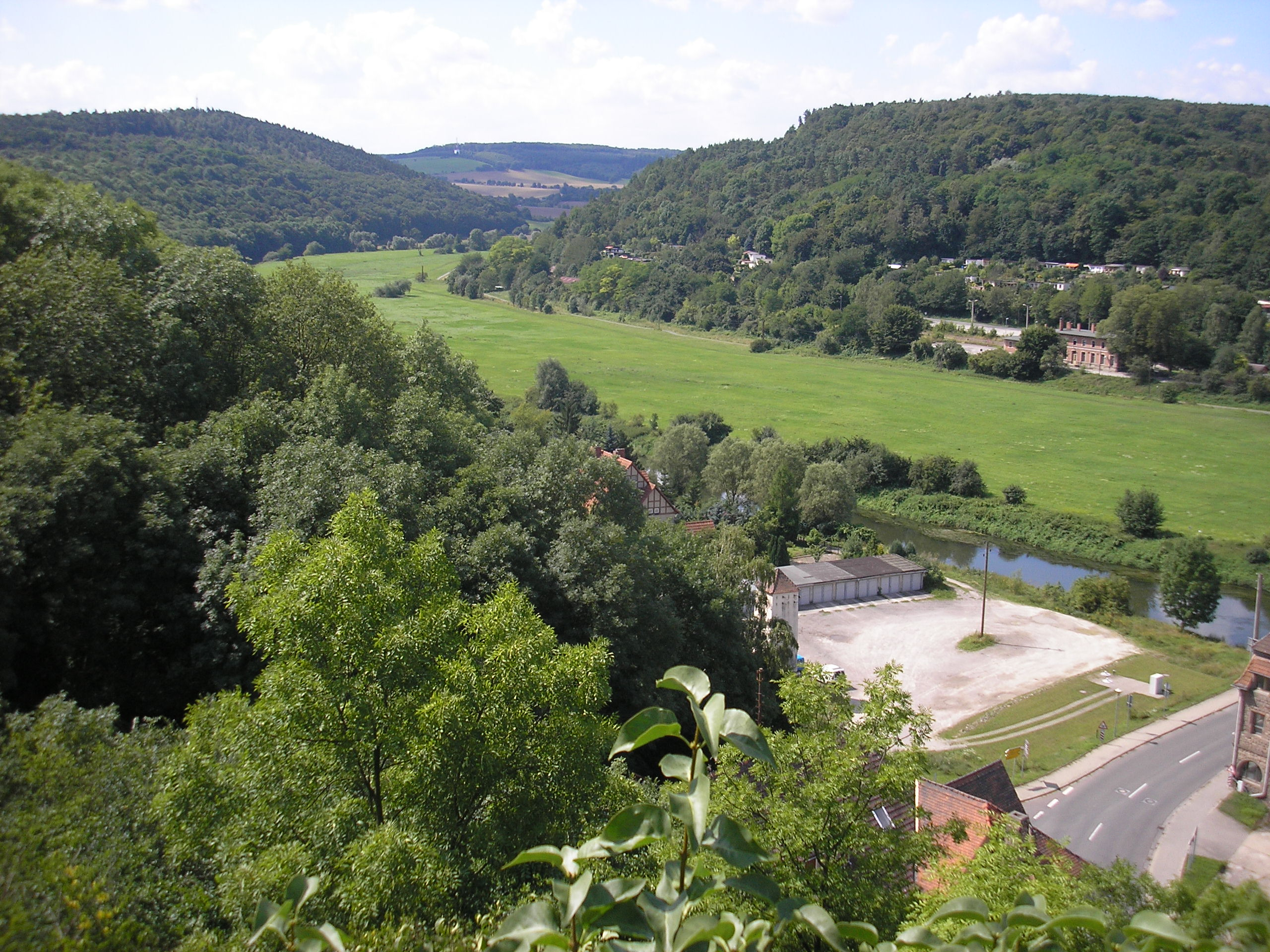
La Unstrut al di sopra di Nebra
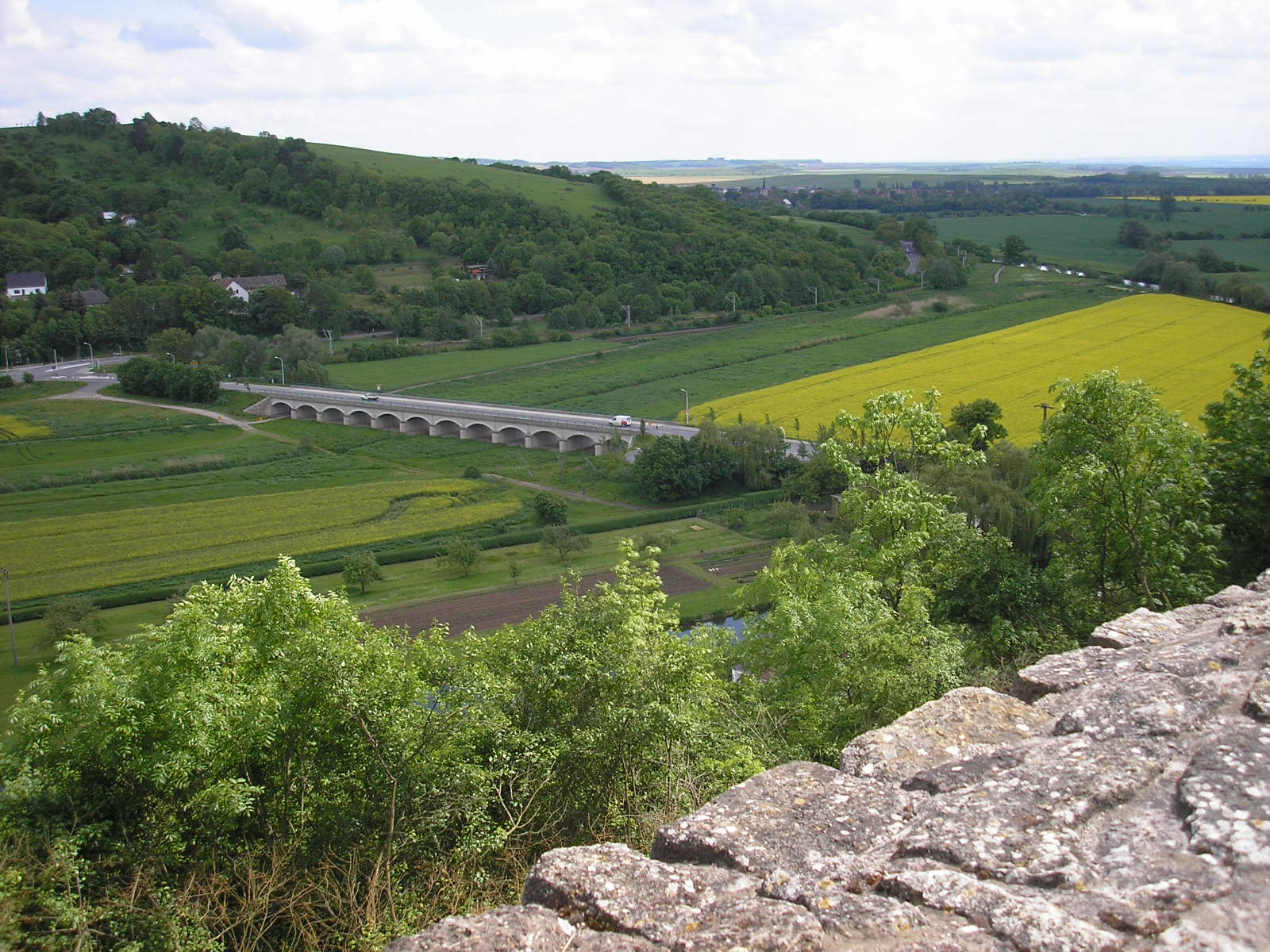
Ponte sull'Unstrut a Sachsenburg (Oldisleben)

## Luoghi di interesse
- Le rovine del castello di Wendelstein, su cui si trovano ancora edifici abitati, si trovano direttamente sull'Unstrut. Nella città di Memleben si trovava nel X secolo un palazzo imperiale ottoniano, spesso visitato da Enrico I e Ottone il Grande. Nel villaggio odierno si trovano ancora le mura di fondazione del monastero associato e la chiesa del monastero, parzialmente conservata, risalente al XIII secolo. Una mostra permanente fornisce informazioni sulla storia del palazzo e del monastero.

- Nella foresta di Ziegelroda, che si estende a nord dell'Unstrut vicino a Wangen, è stato ritrovato il disco celeste di Nebra sul Mittelberg.

- A Laucha si può visitare un museo delle campane con una fonderia originale del 1790. A Balgstädt si trova un castello con fossato, che oggi funge da ufficio comunale e ostello. A sud del villaggio si trova la riserva naturale di Tote Täler, dove si trovano specie vegetali rare, soprattutto orchidee. A Zscheiplitz si possono visitare la chiesa del monastero ricostruita e la tenuta di un ex convento benedettino adibita a cantina, con vista sulla valle di Unstrut.

- Il castello di Neuenburg, ben conservato, si erge sopra Freyburg con una doppia cappella tardo-romanica e un torrione un po' remoto, il "Dicken Wilhelm". Il castello ospita un museo. Nella città sono ancora conservate parti delle mura storiche della città. La Rotkäppchen Sektkellerei è una delle più antiche case di spumanti della Germania. Poco prima che il fiume sfoci nella Saale, in un vigneto si trova la Casa Max Klinger, l'ultima residenza del pittore di Lipsia Max Klinger (1857-1920), accanto alla quale si trova la sua tomba.

- Naumburg ha un centro storico, la cui attrazione turistica è la Cattedrale di Naumburg con le sue famose figure di donatori e il rilievo della Passione del Westlettner.

## Regione vinicola

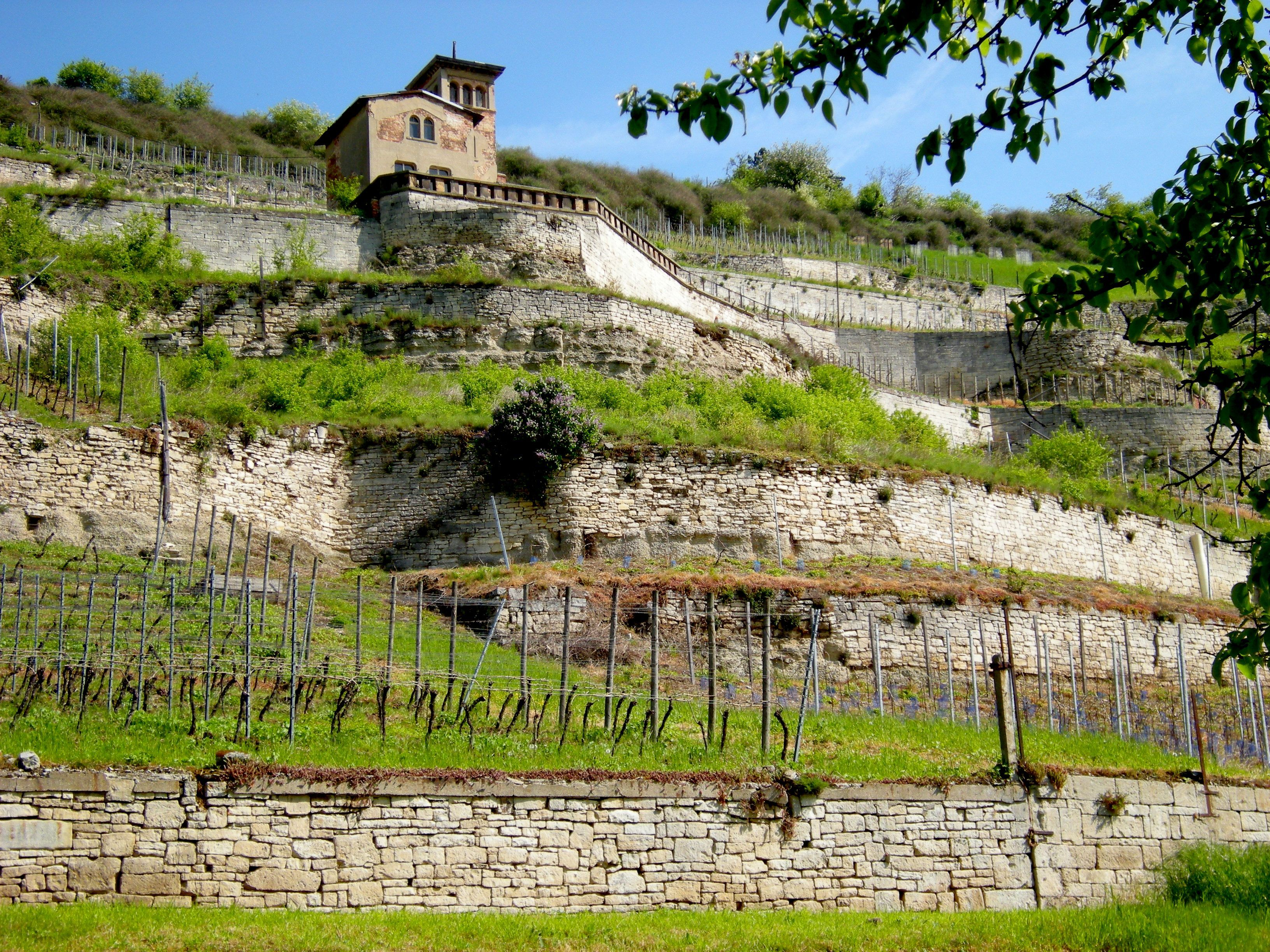
Vitigno presso Freyburg

La regione vinicola di Saale-Unstrut si trova sul corso inferiore del fiume Unstrut ed è stata aperta al turismo con la 13ª Strada del Vino tedesca nel 1993. La viticoltura è favorita dalle montagne di calcare conchilifero sul lato nord del fiume. La viticoltura è stata menzionata per la prima volta in un documento di Ottone III del 998. Il periodo di massimo splendore della viticoltura turingio-sassone è stato nel XVI secolo; i centri di commercio del vino in quel periodo erano Jena, Naumburg e Lipsia. Nel periodo successivo, la coltivazione diminuì. Nel 1835 fu fondata la Società viticola di Naumburg. Nel 1887 c'erano ancora 1.000 ettari di vigne; nello stesso anno, come ovunque, ci fu un crollo a causa dell'infestazione da fillossera, tanto che nel 1900 erano rimasti solo 31 ettari di vigne sull'Unstrut. Grazie alla coltivazione di viti innestate, la viticoltura si è ripresa nel tempo. Attualmente la superficie totale coltivata è di circa 640 ettari, il che rende la regione una delle aree viticole più piccole della Germania. Attualmente si coltivano soprattutto vitigni a maturazione precoce come il Silvaner e il Müller-Thurgau.
Le condizioni climatiche sono favorevoli nonostante la posizione settentrionale. Le precipitazioni medie sono di 500 mm, la temperatura media annua è di 9,1 °C e la temperatura media di luglio è di 18,7 °C. L'insolazione media annua è di 1606 giorni. Nell'arco dell'anno il sole splende in media per 1606 ore, più o meno come nelle regioni vinicole della Renania-Palatinato e della Franconia. Il periodo medio di vegetazione è di 186 giorni, con oscillazioni tra 155 e 225 giorni. Le condizioni sono più o meno le stesse della Franconia, ma la viticoltura di Unstrut è meno esposta al rischio di gelate a causa della minore altitudine, compresa tra i 100 e i 200 metri sul livello del mare.